# Убийство Салли Энн Боумэн
Са́лли Энн Бо́умэн (англ. Sally Anne Bowman; 11 сентября 1987, Саттон, Большой Лондон, Великобритания — 25 сентября 2005, там же) — британская фотомодель.

## Биография и карьера
Салли Энн Боумэн родилась 11 сентября 1987 года в Саттоне (Большой Лондон, Великобритания) в семье Пола и Линды Боумэн.
Боумэн училась в Лондонской школе исполнительского искусства и технологий. Она мечтала появиться на обложке журнала «Vogue» и стать следующей Кейт Мосс. Она работала парикмахером и моделью.
В январе 2005 года она начала работать в местном модельном агентстве«Pulse Model Management». Её фото стали лицом часов Swatch, и приняла участие в Недели моды Swatch в апреле 2005 года.
На момент смерти встречалась с Льюисом Спростоном.

## Убийство
24 сентября 2005 года в 22:00 Салли, её старшая сестра и группа друзей отправились в один из баров, где они пробыли до 01:00. Покинув заведение, Салли Боумэн ждала на улице в течение пятнадцати минут, прежде чем отправиться в дом друга на такси.
Она связалась со своим бывшим парнем Льюисом Спростоном, и он согласился отвезти домой, когда узнал что её старшая сестра была арестована за драку. На такси Салли вернулась в центр города Кройдон, где Спростон подобрал её около 02:20. В машине у них произошла ссора. После 04:00 Боумэн покинула машину, и Спростон уехал.
25 сентября 2005 года 18-летняя Салли Энн Боумэн была смертельно ранена ножом в шею и живот, а затем изнасилована. Её сумка, кардиган, бюстгальтер, стринги и мобильный телефон были украдены.
Изначально подозреваемым был Льюис Спростон, однако ДНК экспертиза не подтвердила его причастность.
Через некоторое время в нападении и убийстве Салли Боумэн был обвинён Марк Дикси. 22 февраля 2008 года он был признан виновным в этом. Во время разбирательств было выяснено, что за Дикси числятся ещё совершённые преступления. Он был осуждён на пожизненный срок с возможностью на досрочное освобождение, но не раньше, чем через 34 года, к тому моменту ему будет уже 70 лет.

## Память
Об убийстве модели вышел документальный фильм. Он был показан на BBC1 8 апреля 2008 года в 10:35 вечера.